# نیروگاه هسته‌ای باتان
نیروگاه هسته‌ای باتان (به لاتین: Bataan Nuclear Power Plant) یک نیروگاه هسته‌ای در فیلیپین است که در Morong واقع شده‌است.